# Rüppellpapagei
Der Rüppellpapagei (Poicephalus rueppellii), auch Rüppells Blausteißpapagei oder nur Blausteißpapagei genannt, ist eine Papageienart aus der Gattung der Langflügelpapageien (Poicephalus). Der Bestand wird von der IUCN als „nicht gefährdet“ (least concern) eingestuft.

## Beschreibung
Der Rüppellpapagei wird 22–25 cm lang und erreicht ein Gewicht von 100–130 g. Sein Gefieder ist überwiegend dunkelgraubraun mit gelben Schultern, Unterflügeldecken und gelben „Strümpfen“ sowie gelbem Flügelbug. Die Unterschwanzdecken und der Bürzel sind blau – daher auch häufig die Bezeichnung „Blausteißpapagei“. Jungvögel haben den blauen Bürzel, bei den Männchen verfärbt er sich jedoch nach 2–3 Jahren grau. Also zeigen nur Jungtiere und Weibchen das Blau. Der Schnabel ist schwarzgrau, die Iris rot-orange und die Füße dunkelgrau.
Jungvögeln fehlt der gelbe Fleck an den Schultern.

## Verbreitung
Der Rüppellpapagei kommt im südwestlichen Angola sowie in den nördlichen und zentralen Teilen Namibias vor. Dort bewohnt er hauptsächlich trockene Waldgebiete, in denen er besonders auf Bäumen in der Nähe von Flussufern oder Flussbetten anzutreffen ist. Außerdem bevorzugen die Vögel offenbar Euphorbien-Wälder.

## Lebensweise
Der Rüppellpapagei lebt gewöhnlich in kleinen Gruppen von bis zu 20 Tieren, in Zeiten von reichlichem Futterangebot kann es zum Zusammenschluss von größeren Schwärmen kommen. Der Flug der Vögel ist schnell und direkt. Wenn die Vögel auf der Flucht sind, wird ihr Flug von einem schrillen durchdringenden Pfiff begleitet, der in Tonhöhe und Intensität variiert.

## Brutverhalten
Die meisten Nester mit Eiern des Rüppellpapageis werden im Februar in Namibia und etwa März bis April in Angola gemeldet. Einige Meldungen erfolgen auch später im Jahr. Bis August kann man noch Nester mit Jungtieren finden. Grund für diese Variabilität ist, dass das Brutverhalten der Rüppell-Papageien mit den Zeiten des Regenfalls zusammenhängt.
Nester befinden sich in Bäumen in einer Höhe von 3 bis 5 m über dem Boden und können über mehrere Jahre in Folge besetzt sein. Über das Gelege von Rüppellpapageien in Gefangenschaft ist bekannt, dass es aus durchschnittlich 3–5 Eiern besteht.

## Nahrung
Rüppellpapageien ernähren sich von Schoten verschiedener Bäume und Sträucher, z. B. von Akazienarten (Acacia) und Faidherbia, außerdem von anderen Pflanzen, z. B. Grewia, sowie Früchten von Ficus-Arten. Außerdem fressen sie Samen, z. B. von Elephantorrhiza, Prosopis juliflora und Combretum imberbe, Nektar der blühenden Mistel (Tapinanthus) und junge Triebe im Blätterdach von höheren Bäumen und Sträuchern. Sie fressen zum Teil auch Insektenlarven und Melonen.

## Stimmverhalten
Der häufigste Ruf des Rüppellpapageis ist ein kurzes, explosives „Cheet!“ (viel tiefer als der Ruf von P. meyeri). Er äußert auch kurze, höhere, durchdringende Quietschgeräusche.

## Schutzstatus
In Folge des Bestandsrückganges aufgrund von Fang und Handel wird die Art in der Roten Liste Namibias von 2012 als beinahe bedroht eingestuft (Simmons 2012). Rüppell-Papageien sind in Anhang II des Washingtoner Artenschutzübereinkommens gelistet und unterliegen deshalb bestimmten Handelsbeschränkungen.

## Systematische Stellung innerhalb der GattungPoicephalus
Das folgende Kladogramm zeigt die Gattung Poicephalus mit ihren jeweiligen Verwandtschaftsgraden. Es fehlt der Niamniampapagei (Poicephalus crassus), dessen Artstatus umstritten ist.
| N.N.                    | \| \| Poicephalus gulielmi \| \| \| \| \| \| Poicephalus robustus \| \| \| \| \| \| Poicephalus fuscicollis \| \| Vorlage:Klade/Wartung/3 \| \| |
|                         | \| \| Poicephalus gulielmi \| \| \| \| \| \| Poicephalus robustus \| \| \| \| \| \| Poicephalus fuscicollis \| \| Vorlage:Klade/Wartung/3 \| \| |
|                         | Poicepalus flavifrons |
|                         | |
|                         | Poicephalus gulielmi |
|                         | |
|                         | Poicephalus robustus |
|                         | |
|                         | Poicephalus fuscicollis |
| Vorlage:Klade/Wartung/3 | |

|                         | Poicephalus gulielmi    |
|                         |                         |
|                         | Poicephalus robustus    |
|                         |                         |
|                         | Poicephalus fuscicollis |
| Vorlage:Klade/Wartung/3 |                         |

|  | Poicephalus senegalus   |
|  |                         |
|  | Poicephalus rufiventris |
|  |                         |

|                         | Poicephalus cryptoxanthus |
|                         |                           |
|                         | Poicephalus meyeri        |
|                         |                           |
|                         | Poicephalus rüppellii     |
| Vorlage:Klade/Wartung/3 |                           |

|  | Poicephalus senegalus   |
|  |                         |
|  | Poicephalus rufiventris |
|  |                         |

|                         | Poicephalus cryptoxanthus |
|                         |                           |
|                         | Poicephalus meyeri        |
|                         |                           |
|                         | Poicephalus rüppellii     |
| Vorlage:Klade/Wartung/3 |                           |

| N.N.                    | \| \| Poicephalus gulielmi \| \| \| \| \| \| Poicephalus robustus \| \| \| \| \| \| Poicephalus fuscicollis \| \| Vorlage:Klade/Wartung/3 \| \| |
|                         | \| \| Poicephalus gulielmi \| \| \| \| \| \| Poicephalus robustus \| \| \| \| \| \| Poicephalus fuscicollis \| \| Vorlage:Klade/Wartung/3 \| \| |
|                         | Poicepalus flavifrons |
|                         | |
|                         | Poicephalus gulielmi |
|                         | |
|                         | Poicephalus robustus |
|                         | |
|                         | Poicephalus fuscicollis |
| Vorlage:Klade/Wartung/3 | |

|                         | Poicephalus gulielmi    |
|                         |                         |
|                         | Poicephalus robustus    |
|                         |                         |
|                         | Poicephalus fuscicollis |
| Vorlage:Klade/Wartung/3 |                         |

|  | Poicephalus senegalus   |
|  |                         |
|  | Poicephalus rufiventris |
|  |                         |

|                         | Poicephalus cryptoxanthus |
|                         |                           |
|                         | Poicephalus meyeri        |
|                         |                           |
|                         | Poicephalus rüppellii     |
| Vorlage:Klade/Wartung/3 |                           |

|  | Poicephalus senegalus   |
|  |                         |
|  | Poicephalus rufiventris |
|  |                         |

|                         | Poicephalus cryptoxanthus |
|                         |                           |
|                         | Poicephalus meyeri        |
|                         |                           |
|                         | Poicephalus rüppellii     |
| Vorlage:Klade/Wartung/3 |                           |

## Etymologie und Forschungsgeschichte
Die Erstbeschreibung des Rüppellpapageis erfolgte 1849 durch George Robert Gray unter dem wissenschaftlichen Namen  Psittacus Rüppellii. Als Fundort vermutete er den Rio Nunez. 1837 führte William Swainson die neue Gattung Poicephalus ein. »Poicephalus« ist ein griechisches Wortgebilde aus »phaios γενυς, γενυος« für »dämmerig, grau« und »-kephalos, kephalē -κεφαλος, κεφαλη« für »-köpfig, Kopf«. Der Artname »rüppellii« ist Eduard Rüppell (1794–1884) gewidmet.